# Fantasia (jeu vidéo)
Pour les articles homonymes, voir Fantasia.
Fantasia est un jeu de plates-formes développé par Infogrames et édité par Sega, sorti sur Mega Drive en 1991. 

## Système de jeu
Le joueur dirige Mickey Mouse, habillé en sorcier dans l'univers d'une des séquences du film Fantasia, sorti en 1940.
Le jeu contient 4 niveaux ;
- Water World (Musique : Paul Dukas - Sorcerer's Apprentice)
- Earth World (Musique : Igor Stravinsky - The Rite of the Spring)
- Air World (Musique : Ludwig van Beethoven - The Pastorale Symphony)
- Fire World (Musique : Jean-Sébastien Bach - Toccata and Fugue in D minor)

Pour accéder à ces niveaux, un quota de points minimum est requis, ceux-ci diffèrent selon la difficulté choisie, ainsi que des notes de musiques récupérables en tant qu'objets. Malgré le nombre bref de niveaux, la difficulté du jeu permettra de compenser.

## Accueil
- Electronic Gaming Monthly : 23/40[2]